# Jeri Brown
Jeri Brown (Missouri, 20 maart 1952) is een in Canada wonende Amerikaanse jazzzangeres en songwriter.

## Biografie
Jeri Brown is afkomstig uit een muzikale familie (haar grootvader speelde saxofoon en haar oom was trompettist) en groeide op in St. Louis. Al op 6-jarige leeftijd trad ze openbaar op. In Iowa studeerde ze later klassieke zang en trad ze op in het midwesten van de Verenigde Staten en in Europa, waar ze eerst gospel en operette-repertoire zong. Na haar studie woonde ze in Cleveland, waar ze werkte met het Cleveland Chamber Orchestra en met het St. Louis Symphony Orchestra en optrad in Ohio met de band van de drummer en orkestleider Bob McKee. Vervolgens kwam het tot een samenwerking met artiesten als Ellis Marsalis, Billy Taylor en Dizzy Gillespie.
Jeri Brown werkte daarna vooral in het jazzcircuit rondom Cleveland. Ze concentreerde zich op jazzstandard-materiaal, schreef songteksten en werkte met componisten als Henry Butler, Kenny Wheeler, Cyrus Chestnut en Greg Carter. In 1991 ontstond voor het Canadese Justin Time Records, waarbij Brown vijftien jaar onder contract stond, het debuutalbum Mirage, waarbij ze werd begeleid door de pianist Fred Hersch en de bassist Daniel Lessard. Meer opzien baarde daarna haar in 1992 met Kirk Lightsey en Peter Leitch opgenomen album Unfolding the Peacocks met de gelijknamige compositie van Jimmy Rowles als titelnummer en de bopstandards If You Could See Me Now en Woody'n You. In 1998 werkte ze samen voor het album I've Got Your Number met David Murray, Don Braden, John Hicks, Curtis Lundy resp. Avery Sharpe en Sangoma Everett. Daarop zong ze standards als Softly, as in a Morning Sunrise en You Must Believe in Spring. Gelijktijdig produceerde ze met dezelfde band en Leon Thomas als gastsolisten het album Zaius, waarop de zangers The Creator Has a Masterplan als bezield duet vertolken.
Daarnaast doceerde Brown aan het Oberlin Conservatory of Music, de Cleveland State University en de University of Akron in Ohio. Jeri Brown was bovendien werkzaam aan de University of Massachusetts in Amherst en had verschillende onderwijsfuncties in Canada, waaronder de Concordia University en de McGill University in Montréal, Québec, waar ze langere tijd woont, en aan de St. Francis Xavier University van Nova Scotia.
Jeri Brown werkte in het verloop van haar carrière bovendien met Grady Tate, Betty Carter, Erik Truffaz, D.D. Jackson, Billy Hart, Kenny Werner, Pierre Michelot, Onaje Allan Gumbs, Michel Donato, Winard Harper, Chico Freeman, Joe Lovano, Rufus Reid en Jimmy Rowles. Ze is ook te horen op albums van Avery Sharpe, Dave Young, Harold Faustin, Arielle Legere en Captain Bad.
Jeri Brown beschikt over een vier octaven hoge stem en herinnert aan artiesten als Dee Dee Bridgewater, Cassandra Wilson en Diane Schuur.

## Schriften
- The Song is You – Jazz Voice Hornbook
- Working with Repertory for the Jazz Vocalist
- Melodic Patterns Chart and Rhythmic Exercises for the Jazz Vocalist
- Jazz Vocal Study: Etudes, Songs, Bass Lines'

## Discografie
- 1993: Unfolding the Peacocks (Justin Time Records)
- 1994: A Timeless Place (Justin Time Records)
- 1996: Fresh Start (Justin Time Records)
- 1996: April in Paris (Justin Time Records)
- 1998: Zaius (Justin Time Records)
- 1998: I've Got Your Number (Justin Time Records)
- 2001: Image in the Mirror - the Tryptich (Justin Time Records)
- 2003: Firm Roots (Justin Time Records)
- 2005: New Wonderland: The Best of Jeri Brown (Justin Time Records)
- 2013: Echoes - Live at Catalina Jazz Club (CDBaby)